# Szitakötő (film)
A Szitakötő (eredeti cím: Dragonfly)  2002-ben bemutatott romantikus filmdráma Kevin Costner főszereplésével.

## Rövid történet
Egy gyászoló férjnek elhunyt orvos felesége próbál üzenni halálközeli élményt átélt fiatal páciensein keresztül. A férfinak senki sem hisz, még saját maga sem.

## Cselekmény
|  | Alább a cselekmény részletei következnek! |

Dr. Joe Darrow (Kevin Costner) és felesége Dr. Emily Darrow (Susanna Thompson) orvosok egy jól ismert chicagói kórházban. Emily daganatos gyermekek gyógyításával foglalkozik, férje pedig a sürgősségi osztályon dolgozik. Emily időnként önkéntes munkát is végez, amikor rendszerint elutazik Venezuelába, ahol olyan betegeket gyógyít, akik egyébként nem jutnának orvosi ellátáshoz.  Emily az utazásra még akkor is vállalkozik, amikor előrehaladott terhes lesz, és férje megpróbálja lebeszélni az utazástól. A helyszínen az időjárás annyira rosszra fordul, hogy mindenkit evakuálni kell. Emily még utoljára felhívja férjét, majd sokakkal együtt egy sárga buszban utazik, amit egy helyen a hegyoldalról lezúduló víz a folyóba sodor. Joe is a helyszínre utazik, és bár a kutatócsapat nem találja meg mindenki holttestét, túlélőket sem találnak.
Joe megpróbál normális életet folytatni, ami abból áll, hogy beleveti magát a munkába. Annyira, hogy főnöke szabadságra akarja küldeni. Joe a nagy igyekezetben nem is gyászolja meg a feleségét, holmijait őrizgeti, bár a gyászszertartáson részt vesz egy templomban.
Egy viharos éjjelen Joe arra ébred, hogy a felesége által kedvelt papírnehezék, egy szitakötő legurul az éjjeliszekrényről. Emily mindig kedvelte a szitakötőket.
Egyszer, amikor Joe bent van a kórházban, egy kis néger gyereket hoznak be, akinek nincsenek életjelei. Azonban Joe úgy hallja, mintha azt mondaná: „Joe, hol vagy, hallasz?”. Végül egyedül marad a halottnak nyilvánított gyerekkel, aki váratlanul kinyitja a szemét, a szívverése és a légzése is beindul. Másnap visszatér a gyerek ágyához, hogy beszéljen vele. A fiú azt kérdezi tőle, hogy ő-e „Emily Joe-ja”? A fiú azt mondja, hogy egy üzenetet kellene átadnia, de elfelejtette, mi volt az. Ugyanakkor hullámos vonalakkal kereszteket rajzol, de nem tudja, miért. Egy hölgy mutatta meg neki Joe arcképét. A fiú azt is elmondja, tudatában van, hogy halott volt, de látta Joe-t a szobában és észrevette, hogy kopaszodik. Joe hiszi is meg nem is, amíg a fiú apja felhívja a figyelmét egy tükörre a falon. A fiú a hullámos keresztre mutat: „ezt láttam a szivárványnál”.
Egy másik gyerekpáciens szobájának falán is ugyanolyan rajzokat vesz észre. Ez a fiú azt mondja neki, hogy oda kell mennie a szivárványhoz és a rajzokra mutat. A helyet azonban nem ismeri.
Amikor Joe hazamegy, a papagája (ami csak Emilyhez beszélt) hirtelen dühösen repülni kezd a házban és egy csomó tárgyat lever. Joe eközben egy pillanatra Emilyt látja az ablakon kívül, aminek előzőleg egy szitakötő repült neki, bár Joe minden fényt leoltott. Amikor megnézi a romokat, a földön egy hullámos kereszt rajzolódik ki. Ezt megmutatja szomszédjának, régi barátjának, a szkeptikus ügyvédnőnek, Miriam Belmontnak (Kathy Bates), aki véletlennek tartja a rajzot. Azt javasolja Joe-nak, hogy térjen vissza a valóságba, vegyen ki szabadságot és utazzon el.
A kórházba egy felnőtt balesetes érkezik, akit halottnak nyilvánítanak és a szervei kioperálását fontolgatják, amikor a halott megfogja Joe kezét és Emily hangján szól hozzá, és arra kéri, hogy menjen el hozzá. Joe megpróbálja késleltetni az operálást, mert abban reménykedik, hogy a halott még beszélni fog hozzá, de ez sikertelen.  Joe-t a biztonságiaknak kell megfékezniük. Az előzetes letartóztatásból Miriam hozza ki, és azt kéri tőle, hogy tényleg utazzon el. Joe elhatározza, hogy szakít az addigi környezettel (ahol minden Emilyre emlékezteti) és eladásra kínálja a házat. Joe felesége ruháit az ágyra teszi, a levélnehezéket egy papírba csomagolja és egy dobozba teszi. Hirtelen kiég egy hagyományos villanykörte. Amikor Joe visszatér, hogy kicserélje, a ruhák újból a ruhásszekrényben vannak, a levélnehezék pedig kicsomagolva a helyén hever. Joe kirohan a házból, majd visszamegy. A konyhában a felesége térképeit fújja a szél. Az egyik kinyílik és Joe azokat a hullámos kereszteket látja, amik a gyerekek rajzain s voltak. Amikor felhívja egyik munkatársát, akivel vadvízi evezésre készült, ő elmondja neki, hogy a hullámos kereszt vízesést jelöl. Egy fényképen, amin a felesége van, a háttérben egy vízesés látható és egy szivárvány. Joe rájön, hogy erre a helyre kell elutaznia.
Megérkezik Dél-Amerikába egy kis repülőgéppel, abba a faluba, ahol a felesége utoljára dolgozott. Ahol leszáll, onnan is egy hasonlóan kis géppel utazik tovább, amin ő az egyedüli utas. Pilótája helybéli, és angolul, spanyolul és a bennszülöttek nyelvén is beszél valamennyire. Ő megmutatja neki a helyet a hegyoldalban, ahol a busz lecsúszott és sárga teteje a folyóban még mindig látható. Felkeresik az áldozatoknak létesített alkalmi temetőt, azonban kiderül, hogy Emily holtteste ott nincs eltemetve.
Két bennszülött kísérőjük között vita támad arról, hogy beengedjék-e a falujukba az idegent vagy sem. Eközben vihar készülődik, ezért a pilóta sürgeti Joe-t, hogy térjenek vissza. Joe hirtelen elhatározással a folyóba veti magát és az elsüllyedt buszhoz úszik. A buszban semmi érdekeset nem talál. Lába beakad a víz alatt valamibe, amiből nem tudja kiszabadítani. Joe lélegzése leáll. Fényjelenség kíséretében Emily jelenik meg, és Joe felé nyújtja a kezét. Amikor kezük összeér, feltűnnek a busz utasainak utolsó pillanatai. Ekkor a pilóta megragadja Joe-t és kiszabadítja szorult helyzetéből a víz alól.
Joe a pilóta figyelmeztetése ellenére a falu felé rohan, ahol nemsokára íjakkal és dárdákkal felfegyverzett dühös bennszülött harcosok veszik körül és nem engedik tovább menni. Joe egy fényképet mutogat nekik, amin a felesége és a háttérben a vízesés látható. Egy öregasszony kerül elő, akit tisztelettel megnyitják az utat. Az asszony beszélni kezd, amit az időközben odaérkezett pilóta nagyjából lefordít. A lényege az, hogy „az asszonyt nem tudták megmenteni, de a lelkét igen”. Az összezavarodott Joe követi az asszonyt egy kunyhóhoz, ahol egy kosárban egy nem-bennszülött lánycsecsemőt talál. Az asszony egy halvány anyajegyet mutat a gyermek lábán: egy szitakötőhöz hasonló alakzatot, felveszi a gyermeket, majd átadja Joe-nak, aki magához öleli és megpuszilja.
A történet azzal fejeződik be, hogy Joe az Egyesült Államokban a 2-3 éves, hullámos hajú lányával játszik az őszi levelekkel.
|  | Itt a vége a cselekmény részletezésének! |

## Szereplők
| Szereplő               | Színész           | Magyar hang      | Magyar hang        |
| Szereplő               | Színész           | 2002             | 2014               |
| ---------------------- | ----------------- | ---------------- | ------------------ |
| Dr. Joe Darrow         | Kevin Costner     | Kovács István    | Kőszegi Ákos       |
| Dr. Emily Darrow       | Susanna Thompson  | Orosz Anna       | Orosz Anna         |
| Hugh Campbell          | Joe Morton        | Orosz István     | Orosz István       |
| Charlie Dickinson      | Ron Rifkin        | Csuha Lajos      | Csuha Lajos        |
| Miriam Belmont         | Kathy Bates       | Molnár Piroska   | Menszátor Magdolna |
| Sister Madeline        | Linda Hunt        | Pásztor Erzsi    | Halász Aranka      |
| Victor                 | Jacob Vargas      | Fazekas István   | ?                  |
| Jeffrey Reardon        | Robert Bailey Jr. | Baradlay Viktor  | Bogdán Gergő       |
| Ben                    | Jacob Smith       | Szűcs Balázs     | Zsemlye Balázs     |
| Hal                    | Jay Thomas        | Balázsi Gyula    | Péter Richárd      |
| Flora                  | Lisa Banes        | Makay Andrea     | Mezei Kitty        |
| Eric                   | Matt Craven       | Galbenisz Tomasz | Holl Nándor        |
| Neil Darrow            | Casey Biggs       | Juhász György    | ?                  |
| Charisse Darrow        | Leslie Hope       | Németh Kriszta   | Ősi Ildikó         |
| Phillip Darrow         | Peter Hansen      | Breyer László    | ?                  |
| Magánszolgálatos nővér | Oni Faida Lampley | Tallós Rita      | Sági Tímea         |
| Főnővér                | L. Scott Caldwell | Némedi Mari      | Kocsis Mariann     |
| Paul Reardon           | Kent Faulcon      | Kapácsy Miklós   | Maday Gábor        |
| Gwyn                   | Deirdre O'Connell | Hámori Ildikó    | Vándor Éva         |

## Forgatási helyszínek
- Chicago, Illinois állam
- Venezuela

## Fogadtatás

### Kritikai visszhang
Az amerikai filmkritikusok véleményét összegző Rotten Tomatoes mindössze 7%-ra értékelte 124 vélemény alapján.

### Díjak, jelölések
- 2003: Young Artist Awards jelölés „legjobb mellékszereplő” – Chea Courtney

## Fordítás
Ez a szócikk részben vagy egészben  a   Dragonfly (2002 film) című angol Wikipédia-szócikk fordításán alapul.  Az eredeti cikk szerkesztőit annak laptörténete sorolja fel. Ez a jelzés csupán a megfogalmazás eredetét és a szerzői jogokat jelzi, nem szolgál a cikkben szereplő információk forrásmegjelöléseként.